# Wendyyy
Wendyyy, de son vrai nom Wendy Duvert, né le 23 mars 1989 à Léogâne, est un rappeur, auteur-compositeur-interprète, beatmaker et entrepreneur haïtien dans le circuit après le tremblement de terre du 12 janvier 2010 à Port-au-Prince. Également considéré comme l'un des pionniers du rap créole de la nouvelle génération.

## Biographie

### Débuts
À vingt ans, il immigre en Guadeloupe où il continue ses études classiques. À l'école, Wendy est un élève appliqué qui se fait remarquer parmi les deux meilleurs élèves de sa classe. Pourtant, c'est un enfant turbulent, enquiquineur. Il a un frère et une sœur.
Se décrivant comme un sage, gentil, sensible et respectueux, Wendy fait ses débuts en 2003, dans une cour de récréation.

« Il y avait toujours un freestyle session aux heures de récréation. Les élèves apportaient tout le matériel nécessaire pour le son. Un jour, j'ai décidé de participer, j'ai chauffé la cour. Le lendemain tous mes camarades m'attendaient encore et voilà ! En moins d'une semaine j'étais le chouchou de l'école et décidai de mettre sur pied un studio. »

En Guadeloupe, comme c'en est le cas dans le reste des Antilles, le rap n'a pas une grande considération. Le Konpa, le dancehall, le zouk, occupent les principaux canaux de diffusion, ses confrères là-bas le soutiennent, mais ce n'est pas suffisant. Wendyyy Traka amplifie sa notoriété, il s'ouvre au marché du HMI. Haïti est beaucoup plus ouvert, il en fait sa nouvelle cible.

### Carrière
En 2005, l'artiste fait sa première apparition sur scène au 590 Jarry, un club de nuit dont il se souviendra. Conscient de ses faibles résultats à l'école, Wendy prend du recul sans pour autant arrêter d'écrire. En 2006, il diffuse sa première musique sans grand succès. Un an après, « Traka » lui présente comme un artiste authentique aux yeux des internautes qui visitent sa page youtube. L'impact de « Traka » est si grand qu'il décida de l'ajouter à son nom d'artiste, et d'en faire le nom de son studio. Duvert Wendy devient Wendyyy Traka, un jeune artiste qui essaie de se lancer. 2006, il diffuse sa première musique sans grand succès.
Ayant fondé son groupe musical, Wash La, en 2008, Wendy Duvert a réalisé, sous son propre label, Traka Records, son mixtape Making love en 2010. On y trouve 18 tracks dont Mwen tounen pi rèd, Pa gen nivo pou mwen, Lavi bèl men nou gen egoyis… Il a sorti son album intitulé Majesté. JBeatz travaillera avec lui sur une musique sur cet opus.
Le 23 avril 2016, il sort son deuxième album intitulé Indetronable avec différents artistes comme : big jim, fatima, magic touch.
Le 27 décembre 2017 Wendyyy organise son premier concert de Léogâne, un grand concert de rap créole.
en 2018, il sort son troisième album Intitulé King rete King, ce troisième album de l'artiste comprendra 14 morceaux et regroupera les voix d'une kyrielle d'artistes bien connus du HMI et il y avait beaucoup de rumeurs circulant dans les rues et sur les réseaux sociaux à propos de l'artiste que Marly Edouard n'était plus la gérante de Wendy et que Shishie et Wendy étaient en couple.
Le 4 novembre 2019, Wendyyy va inquiéter ses fans dans une courte vidéo circulant sur tous les réseaux sociaux où il attendait un vol pour la Martinique accompagnée de Shishie à l'aéroport Toussaint Louverture, on  a  remarqué qu'il avait une crise de panique , immédiatement après la sortie de sa musiques/vidéo sponsors. Un mois après que tout le monde s'inquiète pour la santé du rappeur, il a annoncé sur son compte Facebook dans une vidéo qu'il ne performera plus sur scène! pour protéger sa vie mais continuerait toujours à faire de la musique, et a annoncé qu'il ferait une pause pouvant durer quatre ans. À cinq ans, il n'a pas exclu la possibilité d'organiser un dernier show pour satisfaire ses fans, Il déclare placer sa confiance en Dieu qu'il fera des collaborations avec des artistes évangéliques, frère Gabe et Stanley Georges, etc. avant de terminer sa carrière. Jusqu'au lendemain de ces publications, personne ne sait de quelle maladie souffrait l'artiste.
Après une longue période de silence le 4 juillet 2020 dans un post sur son compte Instagram : « li lè pou nou rasanble, chinwa » le 25 juillet il donne la date qui est le 23 août 2020, rendez-vous avec ses fans qu'il a récemment appelé chinois pour une nuit il a appelé « une nuit seulement » en direct sur www.theplugnetwork.com ou a téléchargé l'application pour cinq dollars américains, et a même acheté une carte pour 500 gourdes par Moncash.
Le 10 février 2021, Wendy a annoncé que son projet apparaîtra au format série, seradi par saison et par épisode. LVAR (Longue vie au Roi) est son premier projet.
Plus d'un mois après la sortie de son EP LVAR, Wendyyy annonce un concert virtuel pour le 22 août à venir. Il s'agit du deuxième concert en ligne du rappeur, depuis qu'il a pris congé de la scène, après celui présenté il y a près d'un an, soit le 23 août 2020. Il est maintenant considéré comme étant le "king du rap haïtien" l'"Eminem du rap haïtien"[réf. nécessaire].

## Discographie

### Album
- 2013 : Majeste
- 2016 : Indetronable
- 2018 : King Rete King
- 2024 :  Trois

### EP
- 2021 : Lvar
- 2022 : Patron
- 2024: Trois
- 2025 : Trois ( II )

### Mixtape
- 2010 : Making Love
- 2017 : G-Bobby Mixtape

### Single
- 2006 :Traka
- 2010 : Pa Gen nivo
- 2013 : Lanmou
- 2013 : W anle
- 2013 : The King is Back
- 2013 : Je suis fou d'elle (feat. K-Libr)
- 2013 : Ou soud (feat. Big Jim & Legendary)
- 2013 : Edem
- 2013 : M'anmekde yo
- 2013 : Révolution
- 2013 : Rap en personne
- 2013 : Majeste
- 2013 : Yo mele
- 2014 : Idéal
- 2015 : Intro (GBobby)
- 2015 : Clair net et précis
- 2015 : True rap
- 2015 : Traka pi red
- 2015 : True story
- 2015 : Yo konn sa
- 2016 : Intro (Wendyyy vs Wendyyy)
- 2016 : Fel Konfyans
- 2016 : Ou tou dil
- 2016 : Mwen regret (feat. Jbeatz)
- 2016 : Komanw fèl (feat. Magic Touch)
- 2016 : M bezwen lanmou
- 2016 : Diferans lan
- 2016 : Nou Fake
- 2016 : Steevie Wonder(feat.Magic touch & Toby )
- 2016 : M Jwenn Li
- 2016 : Sann Pa Bezwen Hook
- 2016 : Ansanm (feat. Shishie)
- 2016 : Dekontwole
- 2016 : Kotew te ye (feat. Richard Cavé)
- 2016 : Nou Fè Yo Wont
- 2016 : Indetronable
- 2017 : Livrezon
- 2017 : On Dous On Cho
- 2018 : À qui veut l'entendre
- 2018 : An'n Swich (feat. Paska)
- 2018 : Hein Hein (feat. Thelo )
- 2018 : Zombi Goute Sèl
- 2018 : Tout Bagay Sou Kontwol (feat. Steves J. Bryan)
- 2018 : Koupe (feat. Troubleboy Hitmaker)
- 2018 : Paka Viv Avel, Paka Viv San Li (feat. Shishie)
- 2018 : Fèl Jalou
- 2018 : Lem Vle
- 2018 : Apa li papa (feat. Baky & BigJim)
- 2018 : Kèl al a kèm (feat. Medjy)
- 2018 : King Rete King
- 2018 : M'aprann (feat. Jeff Prospère)
- 2018 : Ayibobo
- 2019 : Sponsor
- 2019 : Chinwa Gang
- 2021 : Long vi
- 2021 : Sil Pa Nou Li Pa Bon
- 2021 : Lento (feat. Durkheim)
- 2022 : kay blan(feat. Bic & Vanessa Désiré)
- 2022 : Patron
- 2022 : Se pa pou dat (feat. Alan Cavé & Oswald)
- 2022 : Se pa menm bagay
- 2022 : Bonnie and clyde (feat. Danola)
- 2024 : CEO
- 2024 :  Men li (feat.Thelo)
- 2024 :  janw renmen'l lan (feat. Itswouli)
- 2024 :Solo
- 2024 :  EX-CEPTION
- 2024 :  TROIS
- 2024  : KONSEYE
- 2025  :    PICASSO
- 2025.  : COMME D'HABITUDE
- 2025  :  AP GEN YON LOT DAT
- 2025. :  TOUT VA BIEN
- 2025 :   A M'éditer
- 2025 :  GOATESQUE
- 2025  :  Okay
- 2025 :  Twò ta